# アーネストリー
アーネストリーは、日本の競走馬。馬名は「本気で」を意味する英語から。主戦騎手は佐藤哲三。おもな勝ち鞍は2011年の宝塚記念。

## 経歴

### 2歳（2007年）
中央競馬で競走生活を送る。2007年7月8日、阪神競馬場で行われた2歳新馬戦でデビュー。3番人気（単勝オッズ8.6倍）となったが、好位につけて内を突く競馬で2着のトールポピーに2馬身差をつけ快勝。このレースで2着のトールポピーが後に阪神ジュベナイルフィリーズ (JpnI) と優駿牝馬 (JpnI) を勝利、3着のドリームシグナルがシンザン記念 (JpnIII) を勝利、そして8着のキャプテントゥーレが皐月賞 (JpnI) を勝利しており、伝説の新馬戦と呼ばれた。
新馬戦後は大山ヒルズに放牧された。陣営は黄菊賞（2歳500万下）での復帰から京都2歳ステークス (OP) へのローテーションを予定していたが、中間で骨膜炎を発症し長期休養となった。

### 3歳（2008年）
復帰は、新馬戦から8か月経った2008年3月15日だった。前半の1000mが1分03秒8のスローペースとなり、前に届かず3着に敗れる。鞍上の佐藤哲三は「すぐ外にいたダノンイサオが動かなかったので、ペースがなかなか動かなかった。休み明けで自分からという感じではなかっただけに、その点で運がなかったかも」とレースを振り返った。
この時点で、毎日杯への登録があったが、間隔が狭くなることと同馬主のサブジェクトが出走することで、陣営は回避しアザレア賞を選択した。しかし、右腰椎の捻挫でアザレア賞には出走せず再度長期休養に入ることとなった。調教師の佐々木は「本当に運のない馬。この血統はみんな脚元が弱い」とコメントしている。
8月、札幌競馬場で行われた知床特別で復帰。前走から38kg増の548kgでの出走で、パドックでは大量の発汗を見せていた。レースでは4角で早めに抜け出すも、そこから伸びず5着に終わる。3週間後、同コンビで挑んだ休み明け2走目は単勝1.4倍と圧倒的人気を集める。道中2番手で追走すると、直線で抜け出し2着に2馬身差で完勝し、2勝目を挙げた。さらに10月26日の北野特別でも、先行するとゴール前で逃げた2頭を交わし、外から追い込んだタガノエルシコをクビ差かわし勝利した。その後、11月24日の修学院ステークスに出走し、人気通りの2着。佐々木は先行勢が沈む展開で粘った点を評価し、「こういう馬は走ってくるよ」と後に懐述している。

### 4歳（2009年）
2月1日の松籟ステークスでは、初の2400m戦に出走し3着。年明け2走目の御堂筋ステークスでは、好位追走から、逃げた2頭を直線半ばで捉え、最後はナムラクレセントを2馬身1/2突き離して快勝、オープン入りを果たした。次走は3月28日の日経賞に出走。重賞初挑戦であったが2番人気に推され、2番手からレースを進めたが最後の直線で失速して4着に敗れた。その後、5月9日の新潟大賞典、6月14日のエプソムカップに出走するも直線で伸びを欠きそれぞれ5着、10着に破れた。
休養を挟んで10月10日の夕刊フジ杯大原ステークスに1番人気で出走。降級後初となる同レースでは、2番手から直線で抜け出すとアクシオンに3馬身1/2の差をつけて快勝し、オープンへ復帰した。次走のアルゼンチン共和国杯では騎乗停止中の主戦・佐藤哲に替わり松岡正海が手綱を取った。レースでは2番手追走後、直線で一旦は逃げるミヤビランベリに並びかけるも、突き放され2着に終わった。重賞初連対を果たしたが、佐々木は「ここを勝ってジャパンカップへいきたかった」と述べている。
続く12月12日の中日新聞杯に出走。5番手で先行しレースを進めると、逃げ粘るドリームサンデーをゴール前で交わして1分57秒4のタイムで勝利し、初重賞制覇を遂げた。鞍上の佐藤哲三はレース内容について、「スムーズに折り合っていました。これまではかかり気味でしたから、成長していますね」とコメントしている。その後、陣営は、放牧を挟んでから翌年の産経大阪杯で始動させる旨を表明した。

### 5歳（2010年）

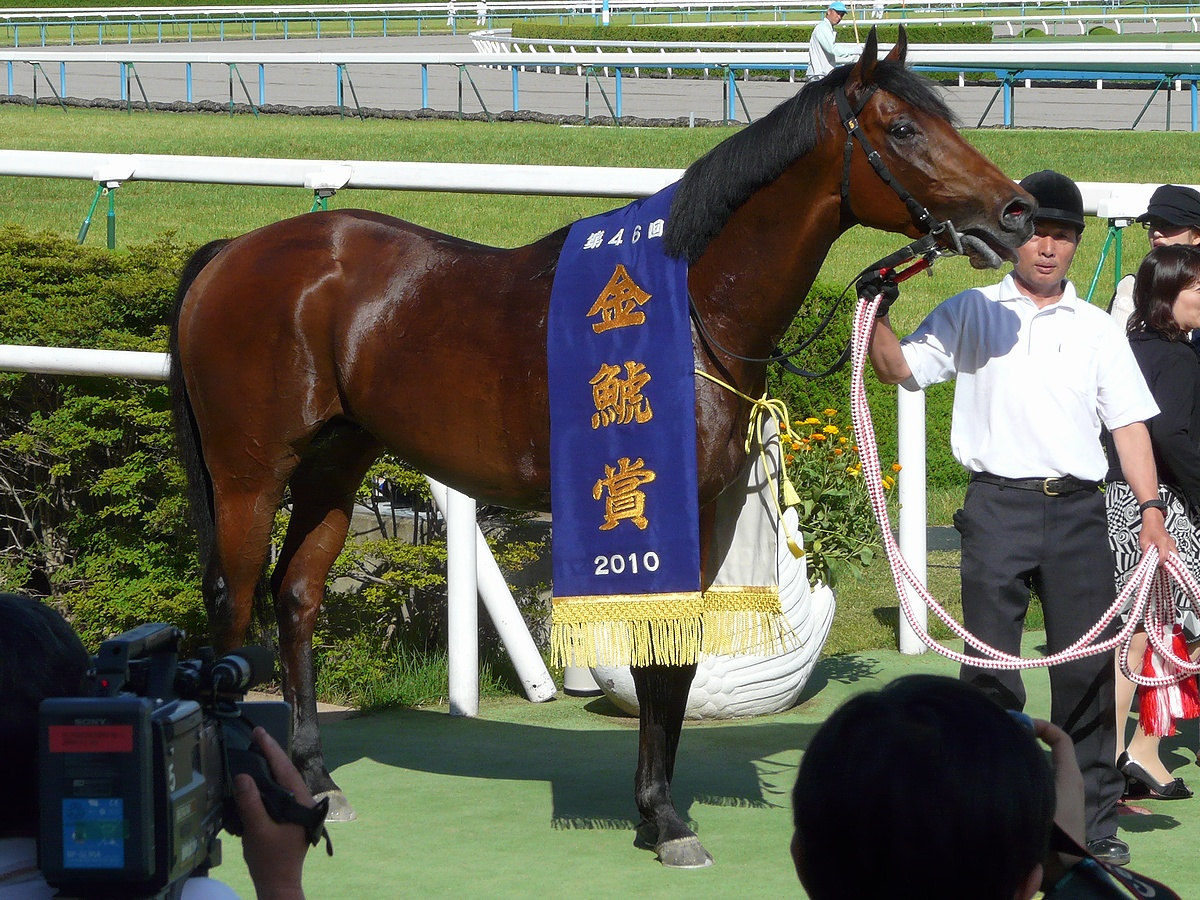
2010年金鯱賞

当初の予定であった大阪杯からの始動を早め、中京記念への出走を目標に調整を進めていたが、調教後に右前脚の蹄壁欠損を発症したため回避。5月29日の金鯱賞での復帰となった。故障明けで、5ヶ月半のブランクとなったが、1番人気に支持された。レースでは1000m通過が1分1秒0のスローペースの流れを2番手から追走し、直線で抜け出すと逃げたドリームサンデーに1馬身1/4の差を付け勝利。連勝で重賞2勝目を挙げ、次走には目標としていた宝塚記念を掲げた。またレース後、佐々木は秋にアメリカのGIに挑戦する考えがあることを明らかにした。
迎えた6月27日の宝塚記念は、ブエナビスタ、ジャガーメイル、ドリームジャーニーなど、実績馬の揃ったレースとなった。アーネストリーはGI初挑戦ながら3番人気に支持される。レースはナムラクレセントがハナを切る展開で進み、アーネストリーが2番手、ブエナビスタが4番手に付けた。直線を向くとアーネストリーが先頭に立ち、内からブエナビスタがこれに並びかけ競り合いとなったが、外から脚を伸ばしたナカヤマフェスタに一気に差し切られ、最後にはブエナビスタにも競り負け3着に敗れた。レース後、佐々木は「まだ本物ではありません。もうあとひとつガツンと来るものがあればいいですね。でも、これで秋が楽しみになりました。今日の1馬身差をどう詰めるか、これから考えていきたいと思います」と述べた。
秋のGI戦線への緒戦として8月22日の札幌記念に1番人気で出走した。3番手を追走し、直線半ばで先頭に立つとそのまま押し切る形で、ダービー馬ロジユニヴァースに1馬身3/4の差を付け勝利した。鞍上の佐藤は勝利後のインタビューで「内側につけようとも考えたが、力が違うと思い、外を回して安全策でいって勝ってくれた」と答えている。
10月31日の天皇賞（秋）では2番人気に支持される。レースは5・6番手からジリジリと脚を伸ばすも直線で抜け出したブエナビスタに3馬身半差をつけられ、後方から追い込んだペルーサにも差し切られる形で3着に敗れた。レース後、佐々木はインタビューで「ブエナビスタを負かせるのはここしかないと思ってこっちも目いっぱい仕上げたけど、勝ち馬には馬なりでかわされた。参ったよ」と敗戦のコメント出している。次走はジャパンカップがレイティングによる優先出走権、賞金順での出走とも見込みが薄いため見送り、有馬記念を目指していたが、調整過程で腰痛を発症したため回避した。

### 6歳（2011年）

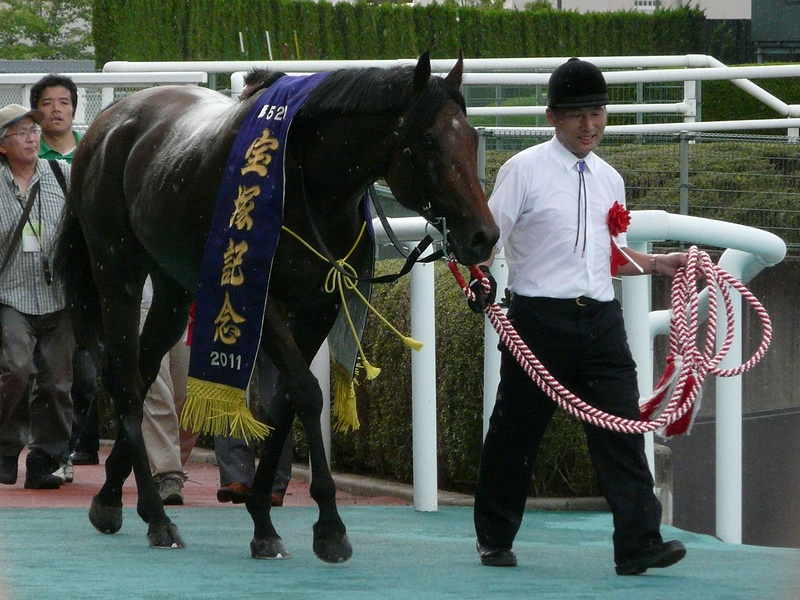
2011年宝塚記念

5月28日の金鯱賞で復帰となった。不良馬場の中、レースでは2番手につけたがルーラーシップの3着に敗れる。金鯱賞を叩いた後は、宝塚記念に出走。レース当日は昼過ぎに降雨があったものの、良馬場での開催となった。6番人気で迎えたレースは、好スタートから先頭を窺うも、最内枠から押して逃げるナムラクレセントの2番手を追走。1000m通過58.7秒の速いペースの中、直線入り口で先頭に立つと、ブエナビスタ、エイシンフラッシュの追走を封じてそのまま押し切り、念願のGI初勝利を挙げた。勝ちタイムの2分10秒1は当時のコースレコード。父のグラスワンダーも宝塚記念を制しており、史上二組目の親子制覇、史上初の父子制覇となった。なお本競走を含めたWIN5において、払戻金の上限となる2億円の高額配当が制度開始後初めて出た。
次走は札幌記念の予定であったが、左前脚球節の軽い捻挫を発症したため回避した。その後オールカマーで復帰し単勝1.4倍と断然の1番人気で出走。3番手につけ直線半ばで先頭に立つと、後方から脚を伸ばしたゲシュタルトの追撃をしのいで勝利。勝ちタイムはレースレコードの2分11秒2で、重賞5勝目となった。10月30日の天皇賞（秋）では大外枠18番での出走となり、スタートでの出遅れから押して3・4番手を追走するも、直線で後退し14着と大敗した。12月25日の有馬記念では外からハナを切り超スローペースで逃げ、直線に入っても粘るが後退し10着と大敗した。

### 7歳（2012年）
初戦の大阪杯では中団に控える形となったが直線で伸びず6着となった。鳴尾記念は道中最後方追走も直線で伸びを欠き5着に敗れた。連覇がかかった6月24日の宝塚記念では4コーナーで一旦先頭に立つも7着に敗れた。
秋は天皇賞（秋）、金鯱賞、有馬記念に出走したが、いずれも勝ち馬から1秒以上離された2桁着順に終わった。
2013年1月9日に登録を抹消され、種牡馬となることが発表された。

## 競走成績
| 競走日     | 競馬場 | 競走名               | 格       | 距離（馬場）  | 頭 数 | 枠 番 | 馬 番 | オッズ （人気） | 着順 | タイム （上り3F） | 着差 | 騎手     | 斤量 | 1着馬（2着馬）       |
| ---------- | ------ | -------------------- | -------- | ------------- | ----- | ----- | ----- | --------------- | ---- | ----------------- | ---- | -------- | ---- | -------------------- |
| 2007.07.08 | 阪神   | 2歳新馬              |          | 芝1800m（良） | 15    | 3     | 5     | 08.60（3人）    | 01着 | R1:48.7 (35.3)    | -0.3 | 佐藤哲三 | 54kg | （トールポピー）     |
| 2008.03.15 | 阪神   | 3歳500万下           |          | 芝2200m（稍） | 12    | 6     | 7     | 03.10（1人）    | 03着 | R2:17.4 (35.2)    | -0.4 | 佐藤哲三 | 56kg | ドリームキューブ     |
| 0000.08.31 | 札幌   | 知床特別             | 500万下  | 芝2000m（良） | 16    | 4     | 8     | 04.70（2人）    | 05着 | R2:01.6 (36.9)    | -0.5 | 三浦皇成 | 54kg | マイネルスターリー   |
| 0000.09.21 | 札幌   | 3歳上500万下         |          | 芝2000m（良） | 14    | 2     | 2     | 01.40（1人）    | 01着 | R2:02.0 (36.1)    | -0.3 | 三浦皇成 | 53kg | （ヴィジレ）         |
| 0000.10.26 | 京都   | 北野特別             | 1000万下 | 芝2000m（良） | 14    | 1     | 1     | 03.60（2人）    | 01着 | R2:00.8 (34.2)    | -0.0 | 佐藤哲三 | 55kg | （タガノエルシコ）   |
| 0000.11.24 | 京都   | 修学院S              | 1600万下 | 芝2000m（稍） | 15    | 5     | 8     | 04.60（2人）    | 02着 | R2:01.4 (36.2)    | -0.1 | 佐藤哲三 | 54kg | タガノヴァレオ       |
| 2009.02.01 | 京都   | 松籟S                | 1600万下 | 芝2400m（稍） | 12    | 3     | 3     | 03.00（1人）    | 03着 | R2:28.4 (36.4)    | -0.2 | 佐藤哲三 | 56kg | ハギノジョイフル     |
| 0000.02.28 | 阪神   | 御堂筋S              | 1600万下 | 芝2400m（良） | 13    | 5     | 7     | 02.60（1人）    | 01着 | R2:28.2 (35.1)    | -0.4 | 佐藤哲三 | 56kg | （ナムラクレセント） |
| 0000.03.28 | 中山   | 日経賞               | GII      | 芝2500m（良） | 14    | 6     | 9     | 05.90（2人）    | 04着 | R2:32.3 (36.3)    | -1.1 | 佐藤哲三 | 56kg | アルナスライン       |
| 0000.05.10 | 新潟   | 新潟大賞典           | GIII     | 芝2000m（良） | 16    | 7     | 13    | 07.60（4人）    | 05着 | R1:57.7 (34.7)    | -0.8 | 佐藤哲三 | 55kg | シンゲン             |
| 0000.06.14 | 東京   | エプソムC            | GIII     | 芝1800m（良） | 18    | 2     | 4     | 13.10（4人）    | 10着 | R1:46.7 (35.8)    | -1.2 | 佐藤哲三 | 56kg | シンゲン             |
| 0000.10.10 | 京都   | 大原S                | 1600万下 | 芝2000m（良） | 16    | 5     | 9     | 03.20（1人）    | 01着 | R1:58.0 (34.6)    | -0.6 | 佐藤哲三 | 57kg | （アクシオン）       |
| 0000.11.08 | 東京   | アルゼンチン共和国杯 | GII      | 芝2500m（良） | 18    | 4     | 8     | 08.20（4人）    | 02着 | R2:31.1 (34.6)    | -0.2 | 松岡正海 | 55kg | ミヤビランベリ       |
| 0000.12.12 | 中京   | 中日新聞杯           | GIII     | 芝2000m（良） | 15    | 4     | 7     | 03.00（1人）    | 01着 | R1:57.4 (35.5)    | -0.1 | 佐藤哲三 | 56kg | （ドリームサンデー） |
| 2010.05.29 | 京都   | 金鯱賞               | GII      | 芝2000m（良） | 14    | 4     | 5     | 02.90（1人）    | 01着 | R1:59.5 (34.0)    | -0.2 | 佐藤哲三 | 57kg | （ドリームサンデー） |
| 0000.06.27 | 阪神   | 宝塚記念             | GI       | 芝2200m（稍） | 18    | 1     | 2     | 06.40（3人）    | 03着 | R2:13.2 (36.6)    | -0.2 | 佐藤哲三 | 58kg | ナカヤマフェスタ     |
| 0000.08.22 | 札幌   | 札幌記念             | GII      | 芝2000m（良） | 16    | 3     | 6     | 02.40（1人）    | 01着 | R1:59.4 (35.4)    | -0.3 | 佐藤哲三 | 57kg | （ロジユニヴァース） |
| 0000.10.31 | 東京   | 天皇賞（秋）         | GI       | 芝2000m（稍） | 18    | 6     | 12    | 04.90（2人）    | 03着 | R1:58.7 (34.8)    | -0.5 | 佐藤哲三 | 57kg | ブエナビスタ         |
| 2011.05.28 | 京都   | 金鯱賞               | GII      | 芝2000m（不） | 16    | 5     | 9     | 04.20（3人）    | 03着 | R2:02.9 (36.7)    | -0.5 | 佐藤哲三 | 58kg | ルーラーシップ       |
| 0000.06.26 | 阪神   | 宝塚記念             | GI       | 芝2200m（良） | 16    | 1     | 2     | 13.60（6人）    | 01着 | R2:10.1 (35.1)    | -0.2 | 佐藤哲三 | 58kg | （ブエナビスタ）     |
| 0000.09.25 | 中山   | オールカマー         | GII      | 芝2200m（良） | 9     | 7     | 7     | 01.40（1人）    | 01着 | R2:11.2 (34.9)    | -0.2 | 佐藤哲三 | 59kg | （ゲシュタルト）     |
| 0000.10.30 | 東京   | 天皇賞（秋）         | GI       | 芝2000m（良） | 18    | 8     | 18    | 07.30（5人）    | 14着 | R1:58.6 (37.5)    | -2.5 | 佐藤哲三 | 58kg | トーセンジョーダン   |
| 0000.12.25 | 中山   | 有馬記念             | GI       | 芝2500m（良） | 13    | 7     | 12    | 13.60（5人）    | 10着 | R2:36.6 (34.6)    | -0.6 | 佐藤哲三 | 57kg | オルフェーヴル       |
| 2012.04.01 | 阪神   | 大阪杯               | GII      | 芝2000m（稍） | 12    | 7     | 9     | 06.90（5人）    | 06着 | R2:06.0 (35.3)    | -0.5 | 佐藤哲三 | 58kg | ショウナンマイティ   |
| 0000.06.02 | 阪神   | 鳴尾記念             | GIII     | 芝2000m（良） | 10    | 1     | 1     | 04.20（3人）    | 05着 | R2:00.8 (33.3)    | -0.7 | 佐藤哲三 | 58kg | トゥザグローリー     |
| 0000.06.24 | 阪神   | 宝塚記念             | GI       | 芝2200m（良） | 16    | 4     | 8     | 21.40（8人）    | 07着 | R2:13.2 (37.6)    | -2.3 | 佐藤哲三 | 58kg | オルフェーヴル       |
| 0000.10.28 | 東京   | 天皇賞（秋）         | GI       | 芝2000m（良） | 18    | 4     | 7     | 85.4（13人）    | 11着 | R1:58.3 (34.6)    | -1.0 | 佐藤哲三 | 58kg | エイシンフラッシュ   |
| 0000.12.01 | 中京   | 金鯱賞               | GII      | 芝2000m（良） | 12    | 6     | 8     | 06.30（3人）    | 10着 | R2:01.4 (35.9)    | -1.0 | 吉田隼人 | 57kg | オーシャンブルー     |
| 0000.12.23 | 中山   | 有馬記念             | GI       | 芝2500m（良） | 16    | 2     | 4     | 70.1（14人）    | 11着 | R2:33.5 (37.6)    | -1.6 | 福永祐一 | 57kg | ゴールドシップ       |

※タイム欄のRはレコード勝ちを示す。

## 種牡馬成績
最初は日高町のブリーダーズ・スタリオン・ステーションに繋養され、2015年10月10日に新ひだか町にあるアロースタッドへと移された。のちの2019年11月15日に用途変更となって種牡馬を引退し、以降はノースヒルズで功労馬として繋養されている。
2016年11月1日に門別でウィックドクイーンが産駒初勝利。2021年2月25日に佐賀でイロエンピツがたんぽぽ賞（交流重賞・九州産限定・3歳限定）を勝利し、産駒の重賞初勝利を挙げた。

### 主な産駒
- イロエンピツ（2021年たんぽぽ賞）

## エピソード
- 2004年宝塚記念の優勝馬タップダンスシチーとは調教師、主戦騎手が同じである。佐々木晶三はインタビューで「アーネストリーはタップの再来」と語っていたことがある。
- 当初、馬主は古谷道昌であり、2007年に馬主登録された古谷にとって、アーネストリーは最初の所有馬だった。新馬戦勝利後に前田幸治に名義が変更された。古谷は、前田が代表取締役を務める東京アイテック株式会社の取締役である[16]。
- 故障が多く、初めて重賞を勝ったのは4歳の冬であった。2歳時に骨膜炎、3歳時に腰椎の捻挫、5歳時に蹄の外傷、6歳時に腰痛により休養を余儀なくされている。
- 大型馬で、最も少ない体重であった新馬戦でも508kgで出走している。牧場関係者によると、当歳時から大きい馬で馬体が良く、評価は高かったという[17]。

## 血統表
| アーネストリーの血統          | アーネストリーの血統                 | アーネストリーの血統             | （血統表の出典）           | （血統表の出典） |
| 父系                          | ロベルト系                           | ロベルト系                       | ロベルト系                 | [ § 2 ]          |
| 父 *グラスワンダー 1995 栗毛  | 父の父Silver Hawk 1979 鹿毛          | Roberto                          | Hail to Reason             | Hail to Reason   |
| 父 *グラスワンダー 1995 栗毛  | 父の父Silver Hawk 1979 鹿毛          | Roberto                          | Bramalea                   |                  |
| 父 *グラスワンダー 1995 栗毛  | 父の父Silver Hawk 1979 鹿毛          | Gris Vitesse                     | Amerigo                    | Amerigo          |
| 父 *グラスワンダー 1995 栗毛  | 父の父Silver Hawk 1979 鹿毛          | Gris Vitesse                     | Matchiche                  |                  |
| 父 *グラスワンダー 1995 栗毛  | 父の母Ameriflora 1989 鹿毛           | Danzig                           | Northern Dancer            | Northern Dancer  |
| 父 *グラスワンダー 1995 栗毛  | 父の母Ameriflora 1989 鹿毛           | Danzig                           | Pas de Nom                 |                  |
| 父 *グラスワンダー 1995 栗毛  | 父の母Ameriflora 1989 鹿毛           | Graceful Touch                   | His Majesty                | His Majesty      |
| 父 *グラスワンダー 1995 栗毛  | 父の母Ameriflora 1989 鹿毛           | Graceful Touch                   | Pi Phi Gal                 |                  |
| 母 レットルダムール 1994 鹿毛 | 母の父*トニービン Tony Bin 1983 鹿毛 | *カンパラ Kampala                | Kalamoun                   | Kalamoun         |
| 母 レットルダムール 1994 鹿毛 | 母の父*トニービン Tony Bin 1983 鹿毛 | *カンパラ Kampala                | State Pension              |                  |
| 母 レットルダムール 1994 鹿毛 | 母の父*トニービン Tony Bin 1983 鹿毛 | Severn Bridge                    | Hornbeam                   | Hornbeam         |
| 母 レットルダムール 1994 鹿毛 | 母の父*トニービン Tony Bin 1983 鹿毛 | Severn Bridge                    | Priddy Fair                |                  |
| 母 レットルダムール 1994 鹿毛 | 母の母ダイナチヤイナ 1983 鹿毛       | *ノーザンテースト Northern Taste | Northern Dancer            | Northern Dancer  |
| 母 レットルダムール 1994 鹿毛 | 母の母ダイナチヤイナ 1983 鹿毛       | *ノーザンテースト Northern Taste | Lady Victoria              |                  |
| 母 レットルダムール 1994 鹿毛 | 母の母ダイナチヤイナ 1983 鹿毛       | アスコツトラツプ                 | *エルセンタウロ            | *エルセンタウロ  |
| 母 レットルダムール 1994 鹿毛 | 母の母ダイナチヤイナ 1983 鹿毛       | アスコツトラツプ                 | *デイープデイーン          |                  |
| 母系(F-No.)                   | (FN:3-n)                             | (FN:3-n)                         | (FN:3-n)                   | [ § 3 ]          |
| 5代内の近親交配               | Northern Dancer 4×4=12.50%           | Northern Dancer 4×4=12.50%       | Northern Dancer 4×4=12.50% | [ § 4 ]          |
| 出典                          | 1. 2. 3. 4.                          | 1. 2. 3. 4.                      | 1. 2. 3. 4.                | 1. 2. 3. 4.      |

父グラスワンダー、母父トニービン、母母父ノーザンテーストは、2006年中山大障害 (J・GI) 、2008年中山グランドジャンプ (J・GI) を制したマルカラスカルとまったく同じ配合である。

### 主な近親
- 祖母ダイナチヤイナの全兄にギャロップダイナ（天皇賞（秋）、安田記念）がいる。
- 祖母ダイナチヤイナの産駒にはアグネスカミカゼ（目黒記念）がいる。
- 3代母アスコツトラツプからは、同馬を3代母として持つヴァンクルタテヤマ（プロキオンステークス）が輩出されている。
- 5代母High Bid（本血統表内ディープディーンの母）はアラバマステークスを勝っている。
- 5代母High Bidの産駒にはBold Bidder（ジェロームハンデキャップなど、種牡馬。Spectacular Bidなどを輩出）がいる。
- このほか近親にはIntrepidity（オークスなど、ヨーロッパ最優秀3歳牝馬）、Calandra（プリティーポリーステークス）、Acushla（キーンランドスプリントステークス）などがいる。